# Disertinas
Désertines és un municipi francès, situat al departament de l'Alier i a la regió d'Alvèrnia-Roine-Alps. L'any 2007 tenia 4.465 habitants.

## Demografia

### Població
El 2007 la població de fet de Désertines era de 4.465 persones. Hi havia 2.064 famílies de les quals 712 eren unipersonals (300 homes vivint sols i 412 dones vivint soles), 684 parelles sense fills, 476 parelles amb fills i 192 famílies monoparentals amb fills.
La població ha evolucionat segons el següent gràfic:
Habitants censats

### Habitatges
El 2007 hi havia 2.373 habitatges, 2.118 eren l'habitatge principal de la família, 80 eren segones residències i 175 estaven desocupats. 1.984 eren cases i 382 eren apartaments. Dels 2.118 habitatges principals, 1.556 estaven ocupats pels seus propietaris, 509 estaven llogats i ocupats pels llogaters i 53 estaven cedits a títol gratuït; 30 tenien una cambra, 170 en tenien dues, 554 en tenien tres, 721 en tenien quatre i 643 en tenien cinc o més. 1.659 habitatges disposaven pel capbaix d'una plaça de pàrquing. A 1.024 habitatges hi havia un automòbil i a 798 n'hi havia dos o més.

### Piràmide de població
La piràmide de població per edats i sexe el 2009 era:
| Homes | Edats   | Dones |
| ----- | ------- | ----- |
| 0     | 95 o +  | 0     |
| 4     | 90 a 94 | 28    |
| 8     | 85 a 89 | 44    |
| 40    | 80 a 84 | 76    |
| 120   | 75 a 79 | 136   |
| 116   | 70 a 74 | 184   |
| 116   | 65 a 69 | 176   |
| 156   | 60 a 64 | 200   |
| 148   | 55 a 59 | 180   |
| 124   | 50 a 54 | 172   |
| 192   | 45 a 49 | 176   |
| 176   | 40 a 44 | 228   |
| 108   | 35 a 39 | 140   |
| 168   | 30 a 34 | 108   |
| 144   | 25 a 29 | 112   |
| 100   | 20 a 24 | 80    |
| 148   | 15 a 19 | 92    |
| 136   | 10 a 14 | 116   |
| 108   | 5 a 9   | 96    |
| 56    | 0 a 4   | 100   |

## Economia
El 2007 la població en edat de treballar era de 2.694 persones, 1.937 eren actives i 757 eren inactives. De les 1.937 persones actives 1.755 estaven ocupades (918 homes i 837 dones) i 182 estaven aturades (78 homes i 104 dones). De les 757 persones inactives 339 estaven jubilades, 195 estaven estudiant i 223 estaven classificades com a «altres inactius».

### Ingressos
El 2009 a Désertines hi havia 2.164 unitats fiscals que integraven 4.531 persones, la mediana anual d'ingressos fiscals per persona era de 18.014 €.

### Activitats econòmiques
Dels 162 establiments que hi havia el 2007, 2 eren d'empreses alimentàries, 1 d'una empresa de fabricació de material elèctric, 7 d'empreses de fabricació d'altres productes industrials, 34 d'empreses de construcció, 30 d'empreses de comerç i reparació d'automòbils, 2 d'empreses de transport, 7 d'empreses d'hostatgeria i restauració, 9 d'empreses financeres, 9 d'empreses immobiliàries, 9 d'empreses de serveis, 43 d'entitats de l'administració pública i 9 d'empreses classificades com a «altres activitats de serveis».
Dels 40 establiments de servei als particulars que hi havia el 2009, 1 era una oficina de correu, 2 oficines bancàries, 5 tallers de reparació d'automòbils i de material agrícola, 7 paletes, 6 guixaires pintors, 2 fusteries, 6 lampisteries, 3 electricistes, 2 empreses de construcció, 2 perruqueries, 1 veterinari i 3 restaurants.
Dels 8 establiments comercials que hi havia el 2009, 2 eren supermercats, 2 fleques, 2 llibreries, 1 una botiga de roba i 1 una floristeria.
L'any 2000 a Désertines hi havia 6 explotacions agrícoles.

## Equipaments sanitaris i escolars
El 2009 hi havia 1 hospital de tractaments de curta durada, 1 centre d'urgències, 2 farmàcies i 2 ambulàncies.
El 2009 hi havia 2 escoles maternals i 2 escoles elementals. Désertines disposava d'un col·legi d'educació secundària amb 525 alumnes.

## Poblacions més properes
El següent diagrama mostra les poblacions més properes.